# Balasac
Balasac (en francès Bazelat) és una comuna (municipi) de França, a la regió de la Nova Aquitània, departament de la Cruesa. La seva població al cens de 1999 era de 285 habitants. Està integrada a la Communauté de communes du Pays Sostranien.

## Demografia
| 1968 | 1975 | 1982 | 1990 | 1999 |
| ---- | ---- | ---- | ---- | ---- |
| 492  | 429  | 373  | 303  | 285  |

## Administració
| Període | Identitat     | Partit |
| ------- | ------------- | ------ |
| 2001    | Maurice Vauvy |        |